# Час у Бутані
Бутанський час (BTT — англ. Bhutan Time) — стандартний час, встановлений на території Королівства Бутан, що відповідає часовому поясу UTC+6 всесвітнього координованого часу (UTC). На території Бутану не проводиться переведення годинників на літній час.
+6 годин — стандартна різниця в часі в порівнянні з UTC/GMT.
BTT — стандартне позначення бутанського часу.

## Історія
До 15 серпня 1947 року в Бутані використовувався місцевий середній час (англ. Local mean time (LMT)), який відповідав +5:58:36 UTC.
О 00:00:00 15 серпня 1947 року (п'ятниця) годинник на території Бутану були переведені назад на 28 хвилин 36 секунд і було встановлено час 23:31:24 14 серпня 1947 року (четвер) індійського стандартного часу (Indian Standard Time (IST)), яке відповідає UTC + 5:30 годині.
О 00:00:00 1 жовтня 1987 року (четвер) стрілки годинника на території Бутану були переведені вперед на 30 хвилин і було встановлено бутанський (стандартний) час (BTT), який відповідає UTC + 6 годин.